# Telebasis inalata
Telebasis inalata là một loài chuồn chuồn kim trong họ Coenagrionidae.
Telebasis inalata được Calvert miêu tả khoa học năm 1961.